# Tymianka (gromada)
Tymianka – dawna gromada, czyli najmniejsza jednostka podziału terytorialnego Polskiej Rzeczypospolitej Ludowej w latach 1954–1972.
Gromady, z gromadzkimi radami narodowymi (GRN) jako organami władzy najniższego stopnia na wsi, funkcjonowały od reformy reorganizującej administrację wiejską przeprowadzonej jesienią 1954 do momentu ich zniesienia z dniem 1 stycznia 1973, tym samym wypierając organizację gminną w latach 1954–1972.
Gromadę Tymianka z siedzibą GRN w Tymiance utworzono 31 grudnia 1959 w powiecie siemiatyckim w woj. białostockim z obszaru zniesionych gromad Siemichocze i Wólka Nurzecka (bez wsi Jancewicze, Bobrówka i Zubacze, kolonii Jancewicze-Dęby oraz przysiółka Turowszczyzna, czyli właściwie samą Wólkę Nurzecką).
1 stycznia 1969 gromadę Tymianka zniesiono, włączając jej obszar do gromady Klukowicze.